# Enrique Sieburger senior
Enrique Conrado Sieburger Hadler senior (* 18. November 1897 in Buenos Aires; † 1965) war ein argentinischer Segler.

## Erfolge
Enrique Sieburger nahm zweimal an Olympischen Spielen in der 6-Meter-Klasse teil. Bei den Olympischen Spielen 1948 in London war er Skipper des argentinischen Bootes Djinn, mit dem er 5120 Punkte erzielte. Damit gewannen Sieburger und seine Crew, zu denen Emilio Homps, Rodolfo Rivademar und Rufino Rodríguez de la Torre, sowie Enrique Sieburgers Bruder Julio Sieburger und sein Sohn Enrique Sieburger junior gehörten, hinter den US-amerikanischen Olympiasiegern um Skipper Herman Whiton und vor dem von Tore Holm angeführten schwedischen Boot die Silbermedaille. 1952 in Helsinki belegte Sieburger, erneut Skipper der Djinn, mit 3393 Punkten den fünften Platz.
Zu seinen Familienmitgliedern mit olympischer Segelerfahrung gehörten neben seinem Bruder Julio und seinem Sohn Enrique junior noch sein Sohn Carlos und sein Neffe Roberto. Seine Tochter heiratete den argentinischen Segler Jorge del Río Salas, der 1960 im Drachen olympisches Silber gewann.